# أكمة أوراسية
الأكمة الأوراسية أو الدَكّة (بالإنجليزية: Hillock)‏، هي تلة صغيرة، عادةً يُقصد بها مجموعة من الهضاب ذات الحجم والمستوى المتساوي تقريباً مثل السلاسل المتصلة. وأغلب هذا التشكيل الطبيعي يكون في بريطانيا والصين.

## معرض الصور

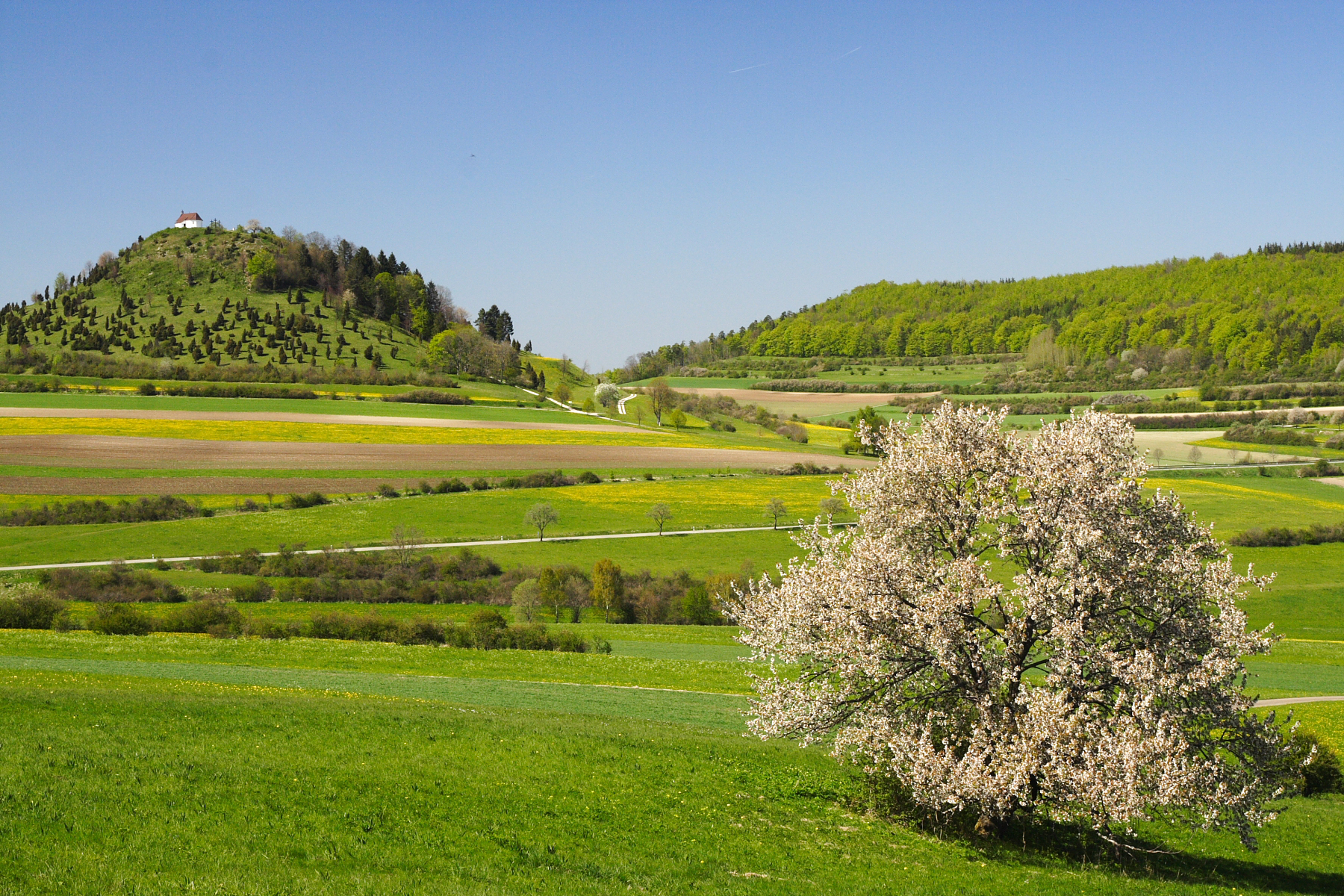
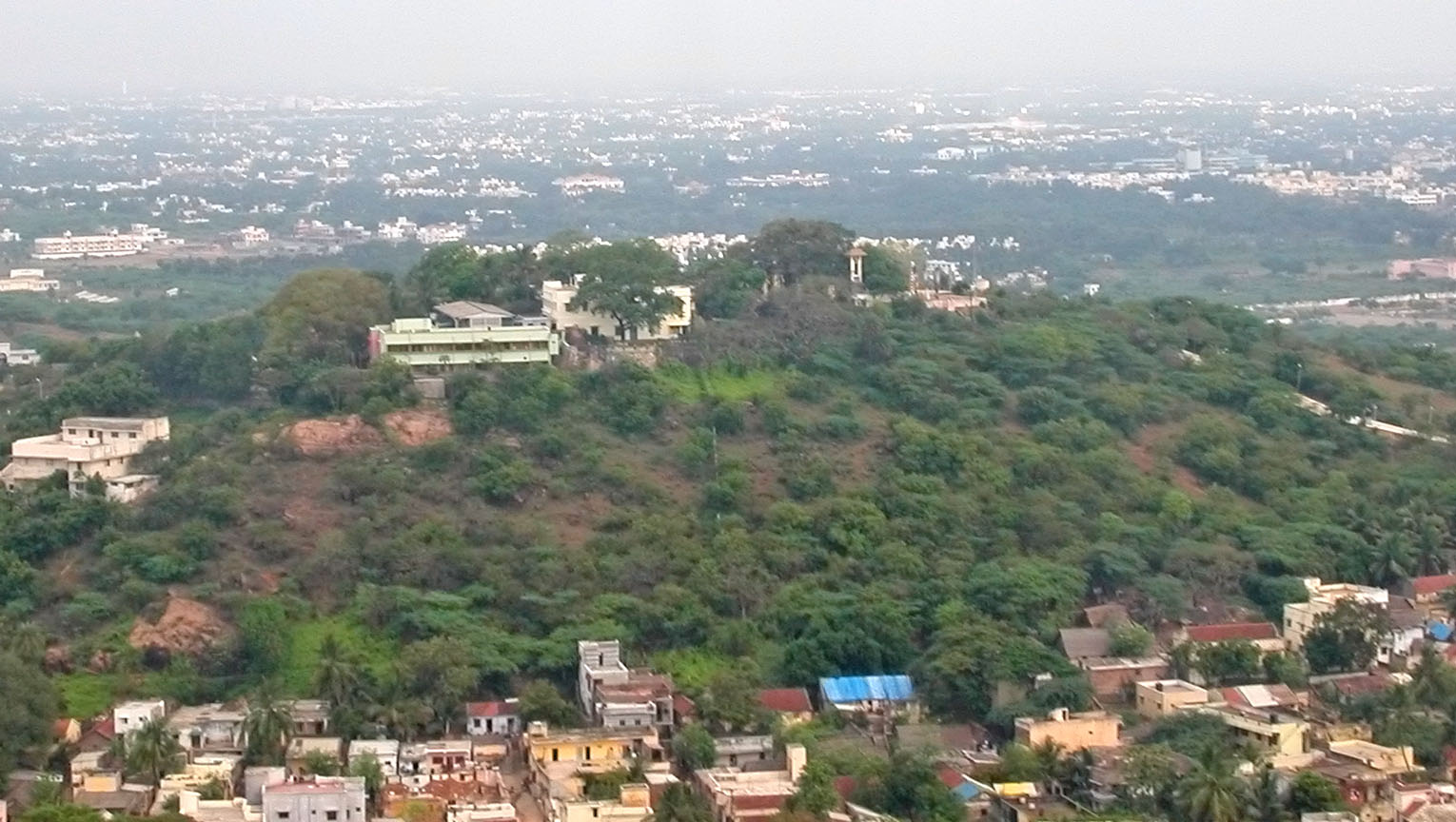
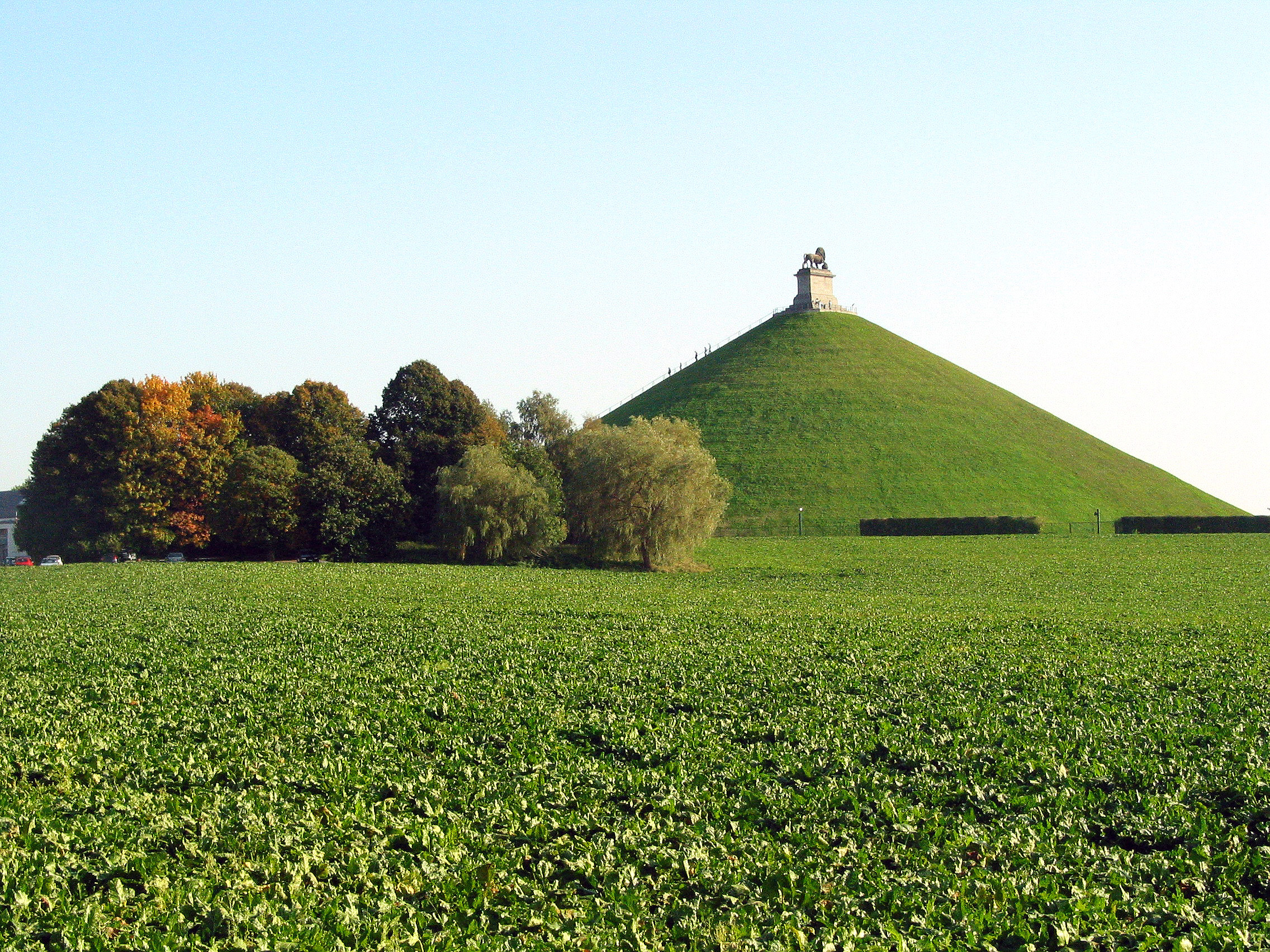